# Michael Allan
Michael Christopher Allan (9 de septiembre de 1983 en Bellevue, Washington) es un jugador profesional de fútbol americano juega la posición de tight end actualmente es agente libre. Fue seleccionado por Kansas City Chiefs en la séptima ronda del Draft de la NFL de 2007. Jugó como colegial en Whitworth.
También participó con California Redwoods de la United Football League y Seattle Seahawks de la National Football League.